# Luigi Grigato
Luigi Grigato (Mantova, 18 giugno 1918 – Mantova, 1990) è stato un politico italiano.
Esponente del Partito Socialista Italiano di Mantova, è stato sindaco della città per tre mandati consecutivi, dal 1960 al 1973.